# Хетерофлексибилност
Хетерофлексибилност је облик сексуалне оријентације или ситуационо сексуално понашање које карактерише минимална хомосексуална активност при иначе примарној хетеросексуалној оријентацији која се разматра ради разликовања од бисексуалности. Карактерише се као „углавном стрејт”. Иако се понекад изједначава са бирадозналошћу да би се описао широки континуум сексуалне оријентације између хетеросексуалности и бисексуалности, други аутори разликују хетерофлексибилност као мањак „жеље да се експериментише са ... сексуалношћу” — што имплицира ’бикуриозну’ ознаку. Одговарајућа ситуација у којој хомосексуална активност преовладава такође је описана, као хомофлексибилност.
Националне анкете у САД и Канади показују да је од 3 до 4 процента мушких тинејџера, када им се да избор да одаберу термин који најбоље описује њихова сексуална осећања, пожуде и понашања, одабрало „углавном” или „претежно” хетеросексуалност. Иако „100% хетеросексуалност” представља најзаступљенији претпостављени идентитет, „углавном хетеросексуалност” је на другом месту према самоидентификацији. Од 160 мушкараца интервјуисаних током студија из 2008. и 2009. године, скоро један од осам је назначио истополну привлачност, фантазије и спојеве. Већина ових осећања је после средње школе; неколико осталих их је развило скорије. У националном узорку младића са просечном старошћу 22 године, удео за „углавном стрејт” се повећао када су исту анкету имали шест година после. Чак већи проценат младих мушкараца после средње школе у САД и неколицини других земаља (укључујући Нови Зеланд и Норвешку) направило је исти избор.
Године 2010, већина дотадашњих студија хетерофлексибилности имала је фокус на младим мушкарцима и женама, углавном белкињама које иду на колеџ. Истраживање сугерише да утицај излагања пренаталног андрогена на женски сексуални идентитет ставља хетерофлексибилност у континуум са бисексуалношћу и лезбијанизмом. Остале студије имају фокус на социјалном пореклу понашања, као што је мењање медијског представљања бисексуалности или „социјализација фантазије мушког уљеза” у којој мушкарца позивају у лезбијску везу као трећег партнера.
За разлику од сленга „лезбијка до дипломирања” и сл. пејоратива, обично се сматра да хетерофлексибилност има позитивну конотацију (нарочито за жене у окружењима у којима је сексуалност табу и предмет предрасуда) и углавном је самоодређена ознака, с тим да је употреба термина као клевете у поп култури такође присутна.

## Хомофлексибилност
Отворени геј сексолог и аутор Џо Корт описао је хомофлексибилне мушкарце као „геј мушкарце који су се изјаснили и приволели овај идентитет потпуно као геј мушкарци, те одабрали да имају секс са женама”. Др Корт је истакао да су хомофлексибилни мушкарци награђени неком врстом хетеросексуалне привилегије од стрејт људи:
Стрејт људи такође награђују хомофлексибилне мушкарце. Говорио сам пријатељу да како постајем старији, почињем да примећујем жене на сексуалне начине више него што сам икада пре. Овај стрејт пријатељ ми је дао пет! Није рекао, ’Уа, то је СТРЕЈТ!’ или ме осудио негативно. Инхерерентно у оба ова примера је хомофобија — идеја да има нешто погрешно или ван контроле код геј сексуалног понашања.